# Mỹ Tho
Mỹ Tho es la capital y el centro económico, tecnológico y educacional de Tiền Giang, ubicada en la región del delta del río Mekong, en Vietnam. Para 2006 tenía una población de aproximadamente 169.000 habitantes, llegando a 220.000 en 2012. El grupo étnico más numeroso es el Kinh, seguido de originarios chinos, los Cham y los Jemer. La ciudad atrae cierta cantidad de turistas, principalmente por los paseos en botes en el río Mỹ Tho.

## Historia
En 1683 China se convirtió en una colonia del Imperio Qing, provocando migraciones chinas hacia la región de Vietnam. Estos refugiados fundaron Mỹ Tho en la década de 1680. Una vez parte del Imperio Jemer, la zona fue anexada a Vietnam en el siglo XIX, recibiendo su nombre del río homónimo. En la escritura sino-vietnamita el nombre significa "árbol hermoso".
Gracias a su proximidad a Saigón, Mỹ Tho se convirtió en la entrada tradicional al delta de Mekong. Para el siglo XVII la ciudad ya se había convertido en uno de los más grandes centros comerciales en la región sur de Vietnam.
En la década de 1860, durante la ocupación francesa, la ciudad, junto a Saigón, se convirtió en un punto estratégico importante. La captura francesa de Mỹ Tho sucedió en 1862, estableciéndose entonces la colonia francesa de Cochinchina. Durante este periodo colonial la economía siguió prosperando, atrayendo inmigrantes de Teochew y Minnan.
Mỹ Tho es reconocida como una ciudad de Segundo Grado desde el 7 de octubre de 2005.